# Atherigona perpulchra
Atherigona perpulchra är en tvåvingeart som beskrevs av Mario Bezzi 1908. Atherigona perpulchra ingår i släktet Atherigona och familjen husflugor.
Artens utbredningsområde är Kongo. Inga underarter finns listade i Catalogue of Life.